# 根尾谷断層

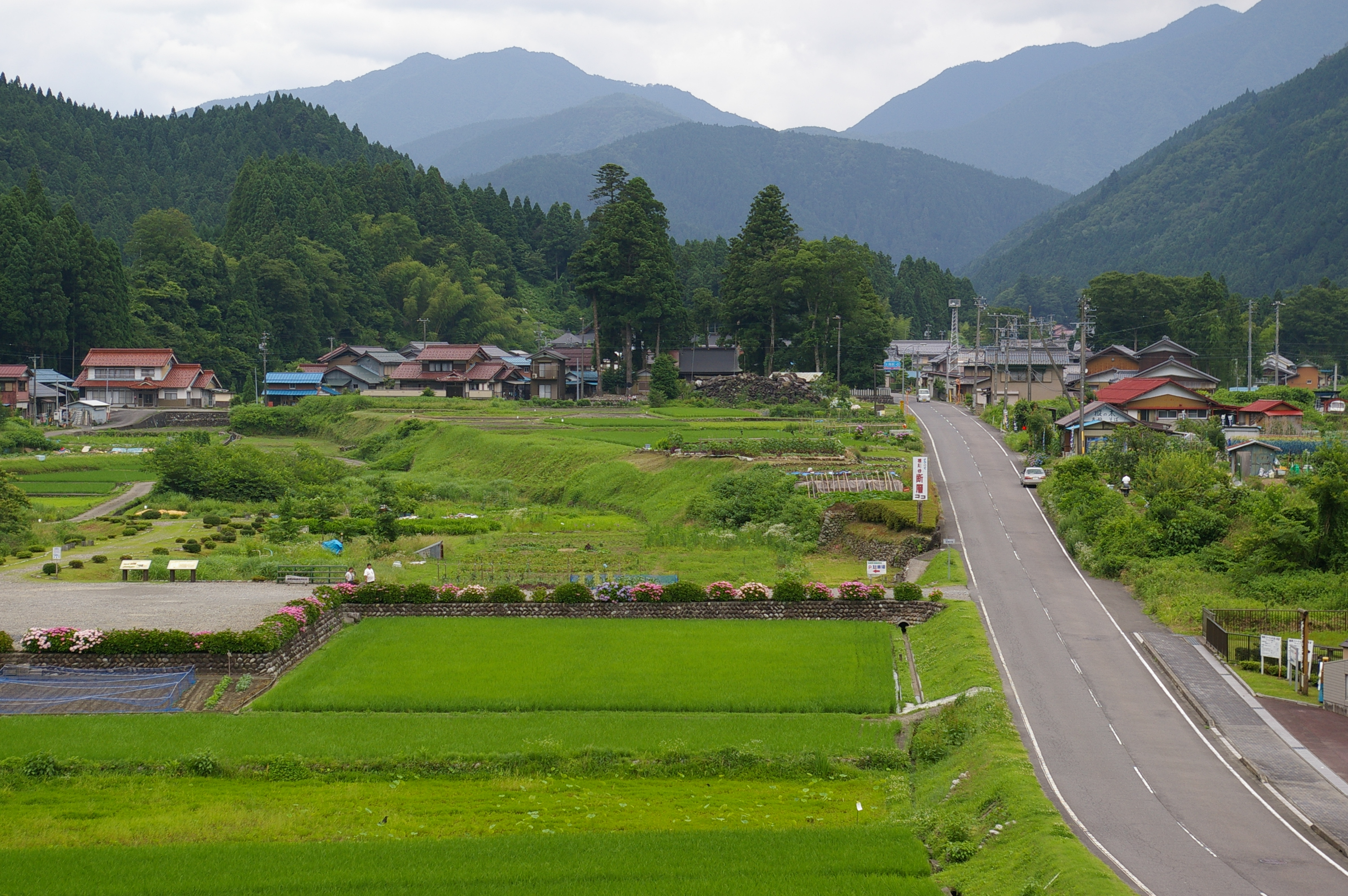
写真中央を斜めに走る段差が根尾谷断層

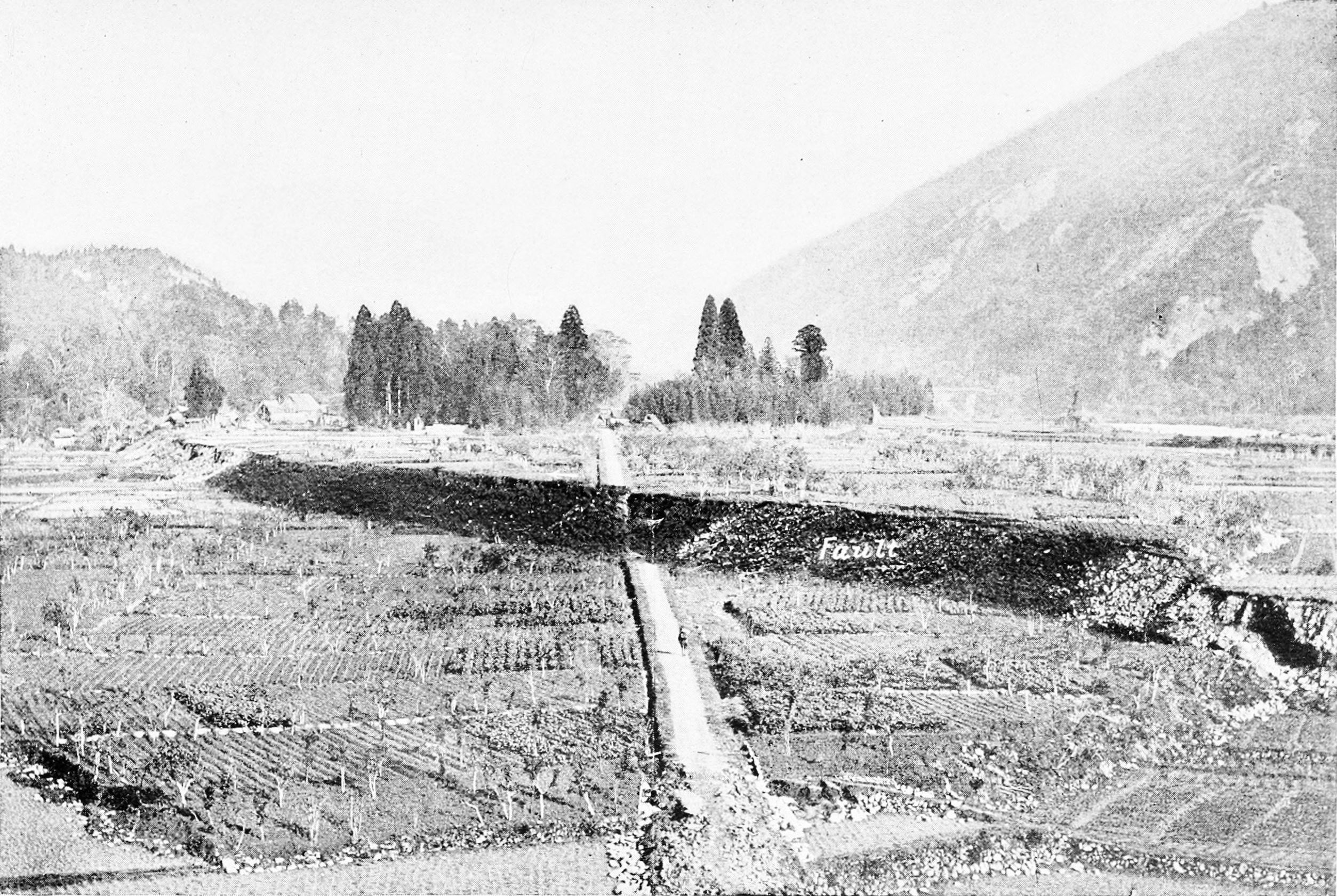
濃尾地震発生当時の根尾谷断層

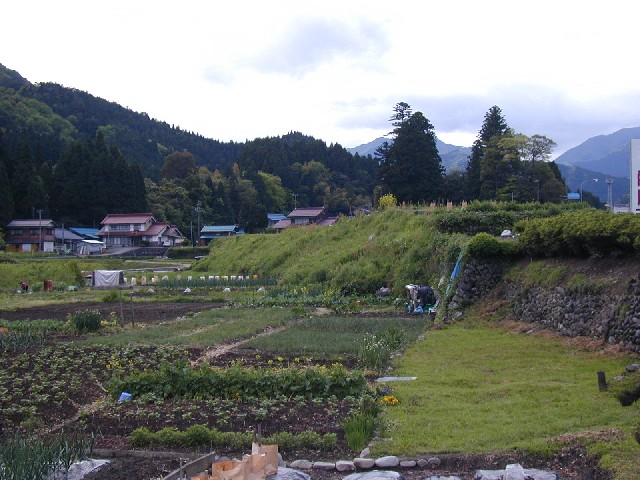
断層付近

根尾谷断層周辺の地形図

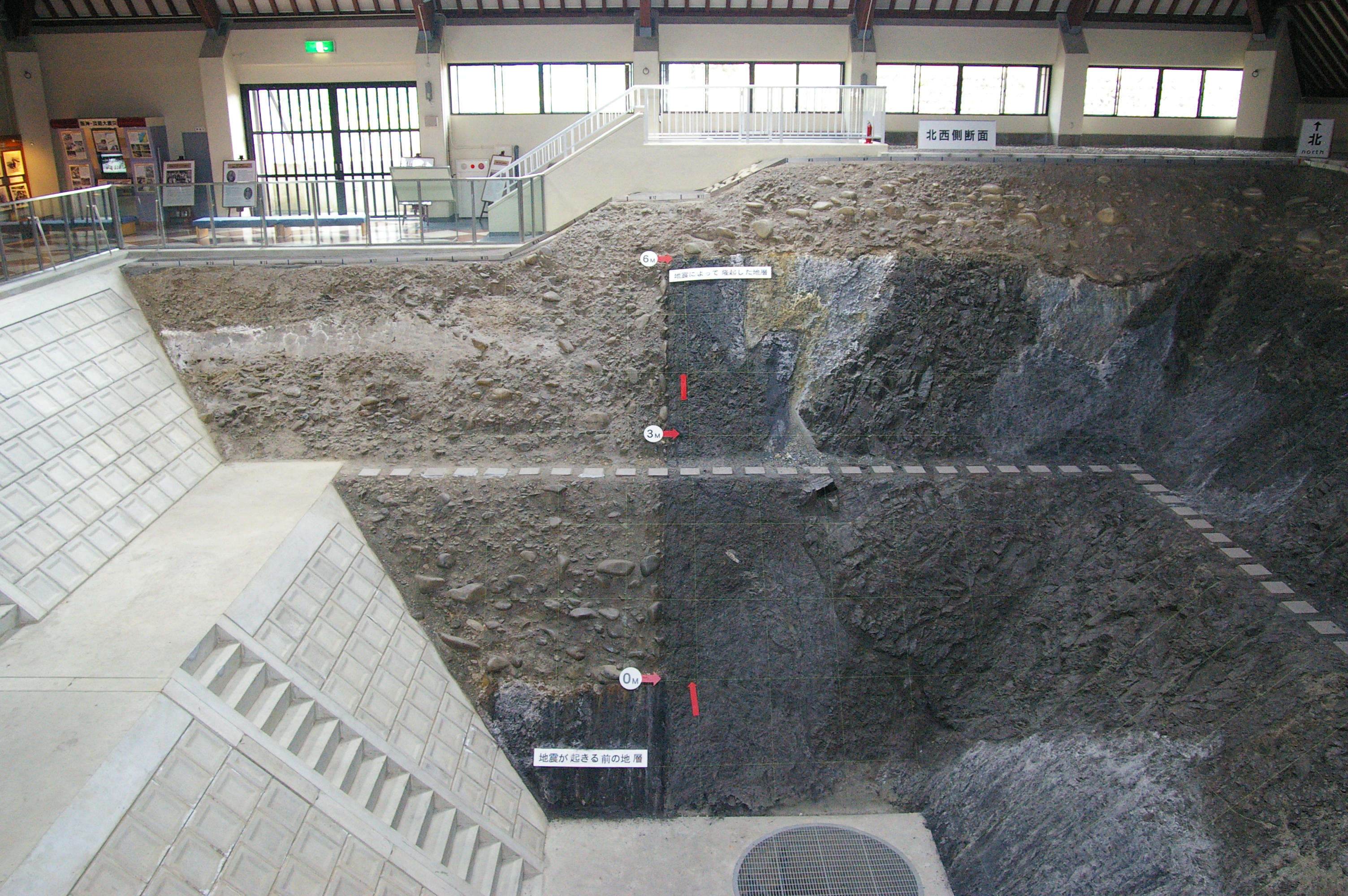
地震断層観察館で見られる断層のトレンチ壁面（北西方向を望む）

根尾谷断層（ねおだにだんそう）は、岐阜県本巣市根尾地域を中心とする活断層である。市内の水鳥（）地区の断層崖は国指定の特別天然記念物に指定されている。1891年に起きた濃尾地震の地震断層であり、日本最大の地震断層である。地質学的にも貴重である。

## 概要
1891年（明治24年）10月28日午前6時38分50秒に、根尾地域を震央として発生した濃尾地震の地震断層である。
この地震により数十キロメートルに渡って地表地震断層が現れた。総延長距離約80キロメートル、活動一回あたりの最大左横ずれ変位量8メートル、最大上下変位量6メートルに及ぶ大規模な断層である。濃尾地震は、マグニチュード8.0という日本史上最大の内陸地殻内地震（直下型地震）であったが、その地震断層である根尾谷断層も日本最大の地震断層となった。
この根尾谷断層以前に地震断層について記録されたものが無いため、日本で確認できる最古の地震断層として記録されている。また地震直後に記録写真が国内外の地震学教科書などに引用されたため世界的に知られることとなり、世界各国からも地震学の研究者も多数訪れている。
記録写真は複数撮影されているが、小藤文次郎が論文 (Koto 1893) に掲載したものが海外に紹介されたことで、日本をはじめ世界中の教科書に掲載されて有名になった。この写真の撮影者については、小川一真・瀬古安太郎・日下部金兵衛と複数の説がある。
1965年、断層の南端部の犬山に名古屋大学の犬山地震観測所が設置され、以後、常時微小地震の観測が継続されている。
2007年（平成19年）5月10日、日本の地質百選選定委員会が「日本の地質百選」の第1期選定として全国83箇所を選定（3月）した結果が発表されたが、その1つとして、根尾谷断層も選ばれた。

## 場所
岐阜県本巣市根尾水鳥（みどり）地区（北緯35度37分00秒 東経136度37分11秒 / 北緯35.61667度 東経136.61972度座標: 北緯35度37分00秒 東経136度37分11秒 / 北緯35.61667度 東経136.61972度）。樽見鉄道樽見線水鳥駅付近に、断層が渡っている。後述の地震断層観察館・体験館は、同駅から徒歩2分の地点にある。

## 地震断層観察館・体験館
1992年3月、根尾谷断層に関する博物館「地震断層観察館・体験館」がオープンした。